# Пробанд
Проба́нд (нем. Proband — испытуемый, лат. probare — испытывать, пробовать, проверять) — лицо, с которого начинается составление родословной при генеалогическом анализе. В последние годы термин употребляется более широко, для обозначения объекта клинического наблюдения, особенно в тех случаях, когда понятие «больной» неприемлемо, например, когда речь идет об акцентуированной личности.